# بالاموثيا مندريلاريس
بالاموثيا مندريلاريس هي أميبا حرة تسبب حالة عصبية نادرة ولكنها مميتة تُعرف باسم «التهاب الدماغ الأميبي الحبيبي». تعيش هذه الأميبا في التربة، واكتشفت لأول مرة عام 1986 في دماغ الميمون الذي مات في حديقة سان دييغو للحيوانات البرية.
يمكن أن تصيب الجسم عن طريق الجروح المفتوحة أوالاستنشاق. عُزلت البالاموثيا في الطبيعة، ويُعتقد أنها تتَوزَّع في جميع أنحاء المناطق المعتدلة من العالم. دُعمت هذه الفرضية من خلال الكشف عن الأجسام المضادة في الأفراد الأصحاء.
أُعطي الاسم العام (البالاموثيا) من قبل جوفيندا فيسفيسفارا (من مواليد 28 سبتمبر 1931)، تكريمًا لمعلمه الراحل عالم الطفيليات ويليام بالاموت (1914-1981) لمساهماته في دراسة الأميبات، كان ذلك في عام 1993 عندما عزل فيسفيسفارا العامل الممرض ودرسه لأول مرة.

## مورفولوجيا
بالاموثيا مندريلاريس هي أميبا غيرية التغذية تعيش حرة وتتكون من مجموعة من العضيات المحاطة بجدار خلوي ثلاثي الطبقات (يُعتقد أنه مصنوع من السليلوز) وضمنها نواة كبيرة جدًا. يبلغ متوسط قطر أتروفة البالاموثيا حوالي 30 إلى 120 ميكرومتر، وتقيس أكياسها أحجامًا مماثلة.

## دورة الحياة
تشبه دورة حياة البالاموثيا دورة حياة الشوكمبية، إذ تتكون من مرحلة كيسية ومرحلة أتروفة غير سوطية، وكلاهما معدي، وكلاهما يمكن عزله في أنسجة المخ من خلال الفحص المجهري لخزعات الدماغ المأخوذة من الأفراد المصابين. تكون الأتروفة متعددة الأشكال وغير منواة ومن الممكن أن تكون ثنائية النوى. تكون الأكياس أيضًا غير منواة، وتمتلك ثلاثة جدران: كيس خارجي رقيق غير منتظم، وكيس داخلي سميك داخلي، وكيسة متوسطة ليفية غير متبلورة.

## الزراعة والتعرف
يمكن التَّعرف على البالاموثيا بسهولة في خزعة الدماغ المُجراة على شخص مصاب بالتهاب الدماغ الأميبي الحبيبي. لا يمكن زرع البالاموثيا على طبق آغار مغطى ببكتيريا العصيات القولونية لأنها على عكس النغليريا أوالشوكمبية لا تتغذى البالاموثيا مندريلاريس على البكتيريا (على الأقل في ظروف المختبر). يجب زراعة البالاموثيا على خلايا الكبد الأساسية أوالخلايا البطانية للأوعية الدموية الدقيقة في الدماغ البشري (الخلايا التي تشكل الحاجز الدموي الدماغ) بدلًا من ذلك.
اقتُرحت خلايا فيرو كبديل محتمل أرخص وأسرع لزراعتها.

## العلاج
تكون الإصابة قابلة للشفاء إذا عُولجت مبكرًا. أُصيب شخصان: فتاة تبلغ من العمر 5 سنوات ورجل يبلغ من العمر 64 عامًا بـالتهاب الدماغ الأميبي الحبيبي. بعد التشخيص، عُولجوا بالفلوسيتوزين والبنتاميدين والفلوكونازول والسلفاديازين ومضاد حيوي من فئة الماكرولايدات والتريفلوبيرازين، وتعافى كلا المريضين. أُبلغ عن محاولة فاشلة لعلاج إصابة بالبالاموثيا بعد غسل الأنف بماء الصنبور في عام 2018. أظهر النيتروكولين خصائص فريدة في المختبر ومن المتوقع أن يصبح علاجًا محتملًا لهذا المرض.

## زرع الأعضاء
حدثت حالتان مؤكدتان لانتقال المرض من خلال نقل الأعضاء في ديسمبر 2009 في ميسيسيبي. أُصيب مريضان أجري لهما عملية زرع كلية بالتهاب الدماغ بسبب البلاموثيا: امرأة تبلغ من العمر 31 عامًا ورجل يبلغ من العمر 27 عام، توفيت الامرأة في فبراير 2010، ونجا الرجل لكن استمر لديه  شلل جزئي في ذراعه اليمنى، ذلك وفقًا لدراسة نُشرت في التقرير الأسبوعي للمراضة والوفيات في سبتمبر 2010.
تم إخطار مركز السيطرة على الأمراض (سي دي سي) من قبل طبيب في 14 ديسمبر 2009، حول احتمال انتقال العدوى عن طريق نقل الأعضاء في هذين المريضين، أكدت الاختبارات التشريحية المرضية لأنسجة المتبرع والمتلقي انتقال العدوى. وُضع مريضان آخران، من الذين أجرَوا عمليات زرع قلب وكبد من نفس المتبرع في مستشفيات مختلفة، على العلاج الوقائي ولم يتأثرا.